# Arielle Palik
Arielle Palik (Sherbrooke, Quebec, Canadá, 1989) es una actriz de teatro y cine canadiense. Es popularmente conocida por su participación en The Dark Pictures: Man of Medan prestando su voz a uno de los personajes principales, Julia.

## Vida y carrera
El deseo de Palik siempre ha sido el de asumir personajes desafiantes y, a veces, oscuros y arenosos, y eso, la distinguió en una edad muy temprana. Nacida y criada en Sherbrooke (Quebec), Arielle Palik, con tan solo 17 años, se mudó a Montreal para perseguir su gran sueño: actuar ante la cámara y los escenarios. Desde su debut en los escenarios, ha tenido el privilegio de interpretar a: una pianista joven y profundamente herida; una conserje del aeropuerto ucraniano; una bella sureña dada a la fuga y finalmente a una madre, actriz y sociópata rusa de 43 años. A los 20, Palik obtuvo un DEC (Diplôme d'Études Collégiales) en el programa de Teatro Profesional de Dawson College Professional Theatre Program, graduándose con distinción y ganando el The Valerie Marino Rookie of the Year Award (2009).
Más tarde, Arielle, juntamente con ocho compañeros inspirados en este mundillo de la interpretación, cofundaron las Producciones del Teatro Title66  de Montreal. Ha realizado cuatro giras de un musical original para niños llamado In Transit acompañada por el Segal Center  de The Wandering Stars of Montreal. Arielle está ansiosa por explorar, crear y llevar sus capacidades artísticas a lo más alto y aumentar al máximo su potencial.
Palik también aportó su granito de arena en el mundo de los videojuegos y probó suerte debutando en el juego Deus Ex: Mankind Divided (2016) como voz adicional y acabando por ser una de las voces principales en The Dark Pictures: Man of Medan (2019) como Julia, la hermana de Conrad (Shawn Ashmore).
Arielle Palik siempre ha llevado una vida muy polifacética, pues aparte de dedicarse al teatro también ha probado en gimnasia, fútbol, ciclismo, yoga, música (Modern, Swing, Tap, piano, Saxofón alto, tesitura, alto Soprano...), ballet, danza (Vals y Tango).

## Filmografía
| Teatro            | Teatro                              | Teatro                 | Teatro                     |
| Año               | Título                              | Personaje              | Notas                      |
| ----------------- | ----------------------------------- | ---------------------- | -------------------------- |
| (?)               | Blood Wild                          | Cassandra              |                            |
| (?)               | Johnny Legdick                      | Hannah Handvag         |                            |
| (?)               | The History of the Devil            | Jane/Pia/Polyxene/Duke | Varios personajes          |
| (?)               | Ludwig & Mae                        | Mae                    | Rol principal              |
| (?)               | Hamlet                              | Ophelia                |                            |
| (?)               | August, an Afternoon in the Country | Joseé                  |                            |
| (?)               | Ned Durango Comes to Big Oak        | Kay                    |                            |
| (?)               | Rocky Horror Show                   | Usherette/Fantasma     |                            |
| (?)               | Chekhov's Children                  | Arkadina               |                            |
| (?)               | In Transit                          | Magda                  |                            |
| (?)               | A Coronation Voyage                 | Marguerite             |                            |
| (?)               | A Flea in her Ear                   | Lucienne               |                            |
| (?)               | Love's Labour's Lost                | Maria                  |                            |
| (?)               | The Seagull                         | Arkadina               |                            |
| (?)               | The Secret Diary of Adrian Mole     | Pauline Mole           | Rol principal              |
| (?)               | The Mummy: Live! Experience         | Lynton V. Harris       |                            |
| Cine y Televisión |                                     |                        |                            |
| Año               | Título                              | Personaje              | Notas                      |
| 2014              | Imposters                           | Renee Pacheco          |                            |
| (?)               | Echo Boomers                        | Kelly                  |                            |
| (?)               | Some Change                         | Chica #2               | Rol secundario             |
| (?)               | Pick me Up                          | Chica                  | Rol secundario             |
| (?)               | Our Fire                            | Chica                  | Rol secundario             |
| (?)               | Terry                               | Terry                  | Rol principal              |
| 2016              | Durmiendo con su enemigo            | Joven Juanita          |                            |
| 2019              | We Had it Coming                    | Vecina del Motel       | Rol secundario             |
| Videojuegos       |                                     |                        |                            |
| Año               | Nombre                              | Personaje              | Notas                      |
| 2016              | Deus Ex: Mankind Divided            | Policía Checa #3       | Voz                        |
| 2019              | The Dark Pictures: Man of Medan     | Julia                  | Voz/Captura de movimientos |